# Chimarra biatec
Chimarra biatec är en nattsländeart som beskrevs av Malicky 1993. Chimarra biatec ingår i släktet Chimarra och familjen stengömmenattsländor. Inga underarter finns listade i Catalogue of Life.